# Campionat de Catalunya de futbol 1924-1925
La temporada 1924-25 del Campionat de Catalunya de futbol fou la vint-i-sisena edició de la competició.

## Primera Categoria

### Classificació final
| Pos | Equip            | PJ | PG | PE | PP | GF | GC | DG  | Pts | Classificació |
| --- | ---------------- | -- | -- | -- | -- | -- | -- | --- | --- | ------------- |
| 1   | FC Barcelona (C) | 14 | 9  | 2  | 3  | 25 | 9  | +16 | 20  | Campió        |
| 2   | RCD Espanyol     | 14 | 7  | 4  | 3  | 24 | 14 | +10 | 18  |               |
| 3   | UE Sants         | 14 | 7  | 3  | 4  | 24 | 18 | +6  | 17  |               |
| 4   | Terrassa FC      | 14 | 6  | 4  | 4  | 27 | 30 | −3  | 16  |               |
| 5   | CE Europa        | 14 | 4  | 5  | 5  | 21 | 24 | −3  | 13  |               |
| 6   | CE Sabadell      | 14 | 3  | 4  | 7  | 24 | 28 | −4  | 10  |               |
| 7   | Gràcia FC        | 14 | 3  | 3  | 8  | 17 | 30 | −13 | 9   |               |
| 8   | FC Martinenc (O) | 14 | 1  | 7  | 6  | 18 | 27 | −9  | 9   | Promoció      |

Aquesta temporada el Campionat de Catalunya de Primera Categoria s'amplia a 8 equips. El FC Barcelona es proclamà campió en un campionat força disputat. Martinenc i Gràcia van haver de disputar un partit de desempat per decidir les darreres posicions de la lliga:
| FC Martinenc     | 2 - 3 | Gràcia FC              |
| ---------------- | ----- | ---------------------- |
| Lakatos · Alfaro |       | Sastre · Soler · Saura |

 Camp de Les Corts, Barcelona
El Martinenc es veié obligat a disputar la promoció amb el campió de Primera B.

### Resultats finals
- Campió de Catalunya: FC Barcelona
- Classificats per Campionat d'Espanya: FC Barcelona
- Descensos: Cap (el Martinenc venç el Júpiter a la promoció)
- Ascensos: Cap (el Martinenc venç el Júpiter a la promoció)

## Segona Categoria
| Pos | Equip               | PJ | PG | PE | PP | GF | GC | DG  | Pts | Classificació |
| --- | ------------------- | -- | -- | -- | -- | -- | -- | --- | --- | ------------- |
| 1   | CE Júpiter (C)      | 14 | 11 | 3  | 0  | 26 | 9  | +17 | 25  | Campió        |
| 2   | Iluro SC            | 14 | 6  | 5  | 3  | 27 | 16 | +11 | 17  |               |
| 3   | Atlètic de Sabadell | 14 | 6  | 4  | 4  | 25 | 16 | +9  | 16  |               |
| 4   | L'Avenç de l'Sport  | 14 | 6  | 3  | 5  | 30 | 18 | +12 | 15  |               |
| 5   | FC Lleida           | 14 | 5  | 2  | 7  | 16 | 21 | −5  | 12  |               |
| 6   | FC Badalona         | 14 | 4  | 3  | 7  | 20 | 21 | −1  | 11  |               |
| 7   | Reus Deportiu       | 14 | 5  | 0  | 9  | 17 | 41 | −24 | 10  |               |
| 8   | Port-Bou FC (R)     | 14 | 1  | 4  | 9  | 11 | 30 | −19 | 6   | Promoció      |

El campionat de Primera B també s'augmentà a 8 equips. El CE Júpiter en fou el brillant vencedor. També es proclamà campió d'Espanya de segona categoria en derrotar l'Athletic de Gijón per 4 a 1 a València. El Port-Bou hagué de disputar la promoció de descens.
En la promoció amb el darrer classificat de Primera A:
| FC Martinenc          | 2 -0 | CE Júpiter |
| --------------------- | ---- | ---------- |
| Rodríguez · Rodríguez |      |            |

 Camp del CE Europa, Barcelona
| FC Martinenc | 0 -0 | CE Júpiter |
| ------------ | ---- | ---------- |
|              |      |            |

 Estadi de Sarrià, Barcelona
El Martinenc continuà a la categoria A i el Júpiter a la B la propera temporada.

### Partit dels campions
Els campions de Primera A i Primera B s'enfrontaren en un partit, no oficial, d'homenatge als campions de Catalunya que guanyà el Barcelona.
| FC Barcelona | 1 - 0 | CE Júpiter |
| ------------ | ----- | ---------- |
| Samitier     |       |            |

 Camp de Les Corts, Barcelona

## Tercera Categoria
La tercera categoria del Campionat de Catalunya de futbol (anomenada Grup de Promoció de Segona Categoria) es disputà seguint criteris regionals.
Per segona temporada la categoria incloïa la competició del Comitè Provincial Balear amb els grups de Mallorca, Menorca i enguany es va afegir Eivissa. Els guanyadors dels dos primers grups van disputar el Campionat de Balears, el qual donava dret a disputar la fase final de grups.
A la demarcació de Barcelona estigué formada pels següents equips:
- Grup de Ponent: Ateneu Igualadí, Joventut Terrassenca, Santfeliuenc FC, Colònia Güell, CS Manresa, Hospitalenc SC, FC Santboià, Atlètic del Turó
- Grup de Llevant: Granollers SC, FC Vilafranca, FC Poble Nou, Llevant Catalunya, Alumnes Obrers de Vilanova, Sitgetà, Catalunya de Les Corts, FC Andreuenc

El CS Manresa es proclamà campió del grup de Ponent amb 25 punts, seguit d'Hospitalenc i Santboià, ambdós amb 16 punts. Al grup de Llevant es proclamà campió el FC Poble Nou en derrotar el Catalunya de Les Corts per 3 a 0 en el partit de desempat.
En el partit de campionat entre ambdós clubs el Centre d'Esports Manresa es proclamà campió de Barcelona de tercera categoria:
| Centre d'Sports Manresa | 1 - 0 | FC Poble Nou |
| ----------------------- | ----- | ------------ |
| Rosell                  |       |              |

 Camp del FC Terrassa, Terrassa
Al campionat de Girona participaren els clubs Unió Deportiva de Girona, FC Palafrugell, Ateneu Deportiu Guíxols, Unió Sportiva de Figueres, Unió Sportiva Bisbalenca, L'Escala FC, Olot FC i Farners Deportiu Orion, esdevenint campió la Unió Deportiva de Girona.
A Tarragona es proclamà campió el Gimnàstic de Tarragona, superant a rivals com l'Athletic Vallenc, Tarragona FC, US Torredembarra i Vendrell FC.
El campionat de Lleida el disputaren els clubs FC Tàrrega, Joventut Republicana, Juneda FC, Borges FC, Balaguer, Mollerussa SC, CD Cervera i Cerverí. Es proclamà campiona la Joventut Republicana de Lleida, superant el Tàrrega.
El campionat de Balears el va guanyar la RS Alfons XIII FC (Mallorca) al Mahón FC (Menorca). No obstant això, per desavinences amb la Federació Catalana de Futbol va renunciar a participar-hi.
Els quatre campions disputaren el campionat de Catalunya de la categoria. Les semifinals es disputaren els dies 10 de maig a Manresa i Lleida i el 17 de maig la tornada a Girona i Tarragona:
| Equip 1                 | Global | Equip 2               | Anada | Tornada |
| ----------------------- | ------ | --------------------- | ----- | ------- |
| Centre d'Sports Manresa | 4-1    | Unió Deportiva Girona | 3-1   | 1-0     |
| Joventut Republicana    | 3-5    | Club Gimnàstic        | 3-3   | 0-2     |

A la final s'enfrontaren Gimnàstic de Tarragona i CS Manresa:
| Centre d'Sports Manresa | 4 - 2 | Gimnàstic de Tarragona |
| ----------------------- | ----- | ---------------------- |
|                         |       |                        |

 Camp del CE Europa, Barcelona
El Centre d'Esports Manresa es proclamà campió de Catalunya de tercera categoria i assolí el dret de disputar la promoció amb el darrer de Primera B.
| Portbou FC | 0 - 4 | CS Manresa                     |
| ---------- | ----- | ------------------------------ |
|            |       | Gavaldà · Tort · Font · Rosell |

 Estadi de Sarrià, Barcelona
| Portbou FC | 0 - 3 | CS Manresa                   |
| ---------- | ----- | ---------------------------- |
|            |       | Gavaldà · Rosell · Serrahima |

 Camp del FC Martinenc, Barcelona
El Manresa assolí l'ascens de categoria i el Portbou la perdé.